# Otto Sackur
Otto Sackur, né à Breslau le 28 septembre 1880 et mort le 17 décembre 1914 à Berlin, est un physicien et chimiste allemand.
Il développe en 1912, simultanément et indépendamment de Hugo Tetrode, une expression de l'entropie exacte d'un gaz parfait monoatomique, non-dégénéré, non-relativiste, nommée équation de Sackur-Tetrode.

## Biographie sommaire
Sackur est le fils d'un directeur d'usine. Il passe son baccalauréat à Breslau en 1898 puis étudie la chimie dans les universités de Heidelberg, de Berlin et de Breslau où il soutient sa thèse, consacrée au comportement des électrolytes forts, en 1901 sous la direction de Richard Abegg. Il est d'abord employé comme assistant au laboratoire de chimie, puis travaille en 1902-3 à l'institut sanitaire de Berlin comme collaborateur scientifique. L'année suivante, il travaille pendant quelques mois à Birkbeck College avec William Ramsay sur la radioactivité, puis rejoint le laboratoire de Walther Nernst à Berlin. Il soutient sa thèse d'habilitation à Breslau en 1905, et obtient la chaire de chimie de l'université de Breslau en 1911. L'année suivante, il est appelé par Fritz Haber au prestigieux Kaiser Wilhelm Institut de chimie physique de Berlin-Dahlem, dont il devient en 1913 un des chefs de département. Sackur, qui travaillait dans le cadre du programme militaire des gaz de combat et des explosifs, perd la vie accidentellement dans une explosion sur le site de Dahlem.

## Source
- (de) Alexander Kipnis, « Sackur, Otto », dans Neue Deutsche Biographie (NDB), vol. 22, Berlin, Duncker & Humblot, 2005, p. 344 (original numérisé).